# Egipt na Mistrzostwach Świata w Lekkoatletyce 2022
Egipt na Mistrzostwach Świata w Lekkoatletyce 2022 – reprezentacja egiptu podczas mistrzostw świata w Eugene liczyła jednego zawodnika.

## Skład reprezentacji

### Mężczyźni
| Zawodnik           | Konkurencja    | Kwalifikacje | Kwalifikacje | Finał | Finał   | Źródło      |
| Zawodnik           | Konkurencja    | Wynik        | Pozycja      | Wynik | Pozycja | Źródło      |
| ------------------ | -------------- | ------------ | ------------ | ----- | ------- | ----------- |
| Ihab Abd ar-Rahman | rzut oszczepem | 83,41 q      | 5.           | 75,99 | 12.     | [ 1 ] [ 2 ] |